# Astomella montana
Astomella montana är en tvåvingeart som beskrevs av Barraclough 1991. Astomella montana ingår i släktet Astomella och familjen kulflugor. Inga underarter finns listade i Catalogue of Life.